# На помощь!
«На по́мощь!» (англ. Help!) — музыкальная комедия с участием музыкантов рок-группы The Beatles и сопровождаемая их песнями.

## Сюжет

Кадр из трейлера к фильму Help!

Ринго Старр случайно завладевает кольцом, принадлежащим тайному жестокому культу Кали (пародия на культ тхаги). В этой религии таким кольцом обозначают человека, приговорённого к жертвоприношению. Кольцо приросло к пальцу и его невозможно снять. «Битлз» вынуждены скрываться от фанатиков, охотящихся за Ринго. Они обращаются за помощью к доктору Футу, безумному учёному. Когда тому не удаётся снять кольцо, он решает тоже завладеть им в научных целях.
На помощь битлам приходит девушка по имени Ахме, изменница культа. Ахме утверждает, что кольцо не пристаёт к храбрецам, и будь Ринго смелее, проблем бы не возникло. Она предлагает снять кольцо с пальца при помощи маленькой дозы уменьшающего средства. По ошибке доза этого средства достаётся Полу Маккартни, и он на некоторое время становится лилипутом. Погоня за группой продолжается, музыканты пытаются обращаться в полицию, но она бессильна. Фанатики в итоге захватывают Ринго и, связав его, угрожают отомстить остальным участникам группы. В попытке спасти друзей Ринго проявляет мужество и снимает кольцо с пальца. Фильм заканчивается чехардой, в которой кольцо беспрестанно меняет владельца, за которым немедленно начинается охота.

## В ролях
- The Beatles
- Лео Маккерн
- Элеанор Брон
- Мэл Эванс
- Дэнди Николс — соседка (в титрах не указана)

## Музыка в фильме
В фильме звучали следующие песни:
- Help!
- You’re Going To Lose That Girl
- You’ve Got To Hide Your Love Away
- Ticket To Ride
- The Night Before
- I Need You
- Another Girl
- She’s a Woman
- A Hard Day’s Night (звучит только в инструментальной версии)
- I'm Happy Just to Dance with You (звучит только в инструментальной версии)
- You Can’t Do That (звучит только в инструментальной версии)

В фильме звучит мелодия песни «A Hard Day’s Night», не исполняемая в фильме самими The Beatles. Её исполняет индийский оркестр и армейский горн. Помимо музыки The Beatles в фильме звучит музыка П. И. Чайковского и Л. Бетховена, соответственно из Увертюры «1812 год» (после залпов пушек, подбивших танк, в котором бегут от преследователей The Beatles; пушки звучат и у Чайковского в этом месте увертюры) и «Оды к радости» на стихи Ф. Шиллера (в сцене укрощения бенгальского тигра). Косвенно использовалась и музыка А. Ф. Львова, тему которого «Боже, Царя храни!» использовал в увертюре Чайковский (тема «Марсельезы», гораздо больше по времени звучащая в увертюре Чайковского, в использованный в фильме фрагмент не попала). Таким образом, в фильме прозвучало два гимна — Российской Империи и Европейского Союза.
- К ремастированной версии фильма, вышедшей в 2010 году, добавлен небольшой документальный фильм о том, как проходили съёмки. В частности, по свидетельствам очевидцев, режиссёру приходилось проводить съёмки до полудня, поскольку позже с битлами было невозможно работать — они сильно увлекались курением марихуаны и после двенадцати были не в состоянии сниматься[3].
- Фильм пародирует современные ему фильмы «бондианы», в том числе музыкальными и кинематографическими приёмами.
- Сценарий многократно перекраивался по ходу съёмок.
- В эти дни военно-воздушные силы США по приказу президента Джонсона начали массированную бомбардировку Вьетнама, и Джон Леннон потребовал вставить в фильм антивоенную сцену. Магическое слово «Битлз» позволило Лестеру раздобыть танки и солдат-статистов, не потратив на это ни пенни. Группа, охраняемая военными и техникой, исполняла песню Джорджа Харрисона «I Need You».[источник не указан 2008 дней]

## Видео
Премьера фильма на видео состоялась в Великобритании в конце 1970-х годов на VHS. В странах бывшего СССР фильм распространялся на «пиратских» видеокассетах с закадровыми переводами.
В конце 1990-х и начале 2000-х годов в Великобритании состоялась премьера фильма на DVD со звуками Dolby Digital 1.0 и 5.1; с английскими, французскими, немецкими, итальянскими, испанскими и португальскими субтитрами. В России в 2000-е годы фильм выпущен на DVD изготовителем «Деваль-Видео».